# Víctor Oyarzún
Víctor Manuel Oyarzún Venegas (Castro, Chile, 18 de junio de 1980) es un exfutbolista chileno. Jugaba de lateral derecho y se retiró en Deportes Antofagasta de la Primera División de Chile.
Actualmente es el Gerente Deportivo del cuadro antofagastino.

## Trayectoria
Ha jugado en equipos como Deportes Puerto Montt, Deportes Temuco, Cobresal, retirándose en Deportes Antofagasta, en donde se destacó por su fuerza en la marca.
Jugó su último partido oficial el 23 de mayo de 2014 en el empate 1 a 1 frente a Deportes Iquique en una fecha de la Copa Chile 2014-15, oportunidad donde fue capitán del equipo.
Luego, se mantuvo como gerente del equipo puma, en donde ha sido blanco de críticas por parte de la hinchada, en situaciones como por ejemplo influir en las alineaciones del equipo.

## Clubes
| Club                  | País  | Año       |
| --------------------- | ----- | --------- |
| Deportes Puerto Montt | Chile | 2000-2001 |
| Deportes Temuco       | Chile | 2002      |
| Deportes Puerto Montt | Chile | 2003-2004 |
| Deportes Antofagasta  | Chile | 2005-2006 |
| Cobresal              | Chile | 2007-2009 |
| Deportes Antofagasta  | Chile | 2010-2014 |

## Palmarés

### Campeonatos nacionales
| Título                                           | Club                 | País  | Año  |
| ------------------------------------------------ | -------------------- | ----- | ---- |
| Primera B Campeón con deportes Puerto Montt 2002 | Deportes Antofagasta | Chile | 2011 |